# Субъективное избирательное право
Субъективное избирательное право — право гражданина принимать участие в выборах, а именно: избирать (активное избирательное право) и быть избранным (пассивное избирательное право). Активное избирательное право принято обозначать еще как «право избирателей», а пассивное — как «право кандидатов».
Помимо возможности избирать и быть избранным, в право принимать участие в выборах может включаться право участвовать в других избирательных действиях: выдвижении кандидатов, предвыборной агитации, наблюдении за проведением выборов,

## Ограничения избирательного права
Приобретение избирательного права практически везде ограничивается системой цензов, то есть установленных государством минимальных требований к избирающим или избираемым лицам.

### Возрастной ценз
В большинстве стран мира приобретение активного избирательного права связывается с достижением человеком определённого возраста, часто (но не всегда) приравниваемого к возрасту гражданского совершеннолетия. Например, в Японии лицо получает право голосовать по достижении возраста 20 лет, в России, США, Великобритании, Германии, Швейцарии — 18 лет, в Бразилии, Иране, Никарагуа, Австрии и на Кубе — 16 лет.
Для получения пассивного избирательного права обычно предусматриваются более высокие возрастные цензы. Например, Президентом РФ может быть избрано лицо, достигшее 35 лет, а Президентом Италии — 50 лет. Чтобы быть избранным в депутаты Государственной Думы РФ, необходимо достичь возраста 21 года на день голосования.
Установление максимального предельного возраста для реализации избирательных прав обычно не практикуется, а в ряде государств (в том числе и России) прямо запрещено.

### Ценз гражданства
По общему правилу, принятому в большинстве стран, избирать и быть избранными в органы власти данного государства могут только граждане данного государства. Иностранцы и лица без гражданства избирательных прав обычно лишены.
В отдельных странах закон предоставляет иностранцам ограниченные избирательные права. Например, иностранцам, постоянно проживающим в России, предоставлено право избирать и быть избранными в органы местного самоуправления, если такая возможность предусмотрена международным договором.
Что касается лиц с двойным гражданством, то их избирательные права также могут быть ограничены. В частности, российское законодательство лишает бипатридов пассивного избирательного права, сохраняя за ними активное.
В некоторых государствах уровень пассивного избирательного права может зависеть от срока пребывания в гражданстве данной страны. Так, членом Палаты представителей Конгресса США может быть избрано лицо, состоящее в гражданстве США не менее 7 лет, а сенатором — не менее 9 лет.

### Ценз оседлости
Данный ценз предполагает, что для допуска к выборам лицо должно прожить на территории страны или на территории конкретной местности определённое количество времени.

## В России
Действующее российское законодательство даёт следующую трактовку избирательного права:

Помимо права избирать и быть избранным, в состав данного понятия включается также право участвовать в выдвижении кандидатов, списков кандидатов, в предвыборной агитации, в наблюдении за проведением выборов, работой избирательных комиссий, включая установление итогов голосования и определение результатов выборов, в других избирательных действиях в порядке, установленном Конституцией Российской Федерации, настоящим Федеральным законом, иными федеральными законами, конституциями (уставами), законами субъектов Российской Федерации.— Пункт 28 ст. 2 Федерального закона «Об основных гарантиях избирательных прав и права на участие в референдуме граждан Российской Федерации»